# Глубокое (город)
Глубо́кое (бел. Глыбо́кае) — город в Витебской области Беларуси. Административный центр Глубокского района.
Численность населения — 17 807 человек (на 1 января 2025 года).

## География
Находится в 162 км от Минска и 187 км от Витебска. На территории города расположены пять озёр. Одно из них — озеро Глубокое, ныне Кагальное, дало имя городу.

### Природа и экология
Дендросад Глубокского опытного лесхоза расположен в 1,5 км от города. Заложен в 1967 году лесоинженером В. Ломако. Собрано около 500 видов растений всех континентов, и сейчас в Беларуси уступает только Минскому Ботаническому саду. Рядом — загон для дальневосточных пятнистых оленей, где их можно наблюдать в природных условиях.

## История
Впервые упоминается в 1414 году как торговое местечко в Великом княжестве Литовском.
Географическое положение города — на Старой Смоленской дороге, между Вильной и Полоцком, позволяло быть «мостом» для Западной и Восточной Европы. Административная граница Полоцкого и Виленского воеводств проходила через Глубокое по реке Берёзовка.
Северо-восточной частью владел Юзеф Корсак. Его владения входили в состав Полоцкого воеводства. В 1639 году они, по завещанию Корсака, перешли во владение монашескому ордену босых кармелитов. Другой частью, которая входила в состав Виленского воеводства, владели Зеновичи.
Основное занятие жителей — торговля. Имелись налаженные торговые связи с Ригой, Кёнигсбергом, Вильной и Варшавой.
Архитектурная доминанта площади — 7-этажное здание Дома Советов с зубчатыми стенами, напоминающими старинный замок. Первоначальный замок Зеновичей-Радзивиллов XVI—XVIII вв. был уничтожен во время Северной войны.
В 1793 году, после 2-го раздела Речи Посполитой, Глубокое вошло в состав Российской империи.
Глубокое относилось к Дисненскому уезду Виленской губернии. Энциклопедический словарь Брокгауза и Ефрона в конце XIX века писал о населённом пункте:

Глубокое — местечко Дисненского уезда Виленской губернии, при озере Глубоком. Жителей 7292; православная церковь, костел, 6 еврейских молитвенных домов и синагога; городское училище. Базары еженедельно, 2 ярмарки, кирпичный завод.

В 1920 году в результате советско-польской войны западнобелорусские территории вместе с Глубоким оказались в составе Польши. После польского похода РККА в сентябре 1939 года произошло воссоединение белорусских земель, и Глубокое вошло в состав Белорусской ССР.
15 января 1940 года Глубокое обрел статус города и стало административным центром Глубокского района.
20 октября 1995 года административные единицы Глубокский район и город Глубокое, имеющие общий административный центр, объединены в одну административную единицу — Глубокский район.
Решением Глубокского районного Совета депутатов от 16 июля 2020 года утвержден официальный природный символ Глубокского района — Скворец обыкновенный.

## Геральдика
Герб и флаг учреждены Указом Президента Республики Беларусь от 20 января 2006 года № 36 и зарегистрированы в Государственном геральдическом регистре Республики Беларусь 6 февраля 2006 года № Б-56  и № Б-57. Одобрены Глубокским районным исполнительным комитетом 16 апреля 2003 года № 01-4/342. 
Герб Глубокого — изображение в серебряном поле испанского щита голубой стены с тремя зубцами, на которой находятся две перекрещенные серебряные сабли с золотыми рукоятями и три золотые монеты.

Флаг Глубокого повторяет очертания и цвета городского герба.

## Население
Численность населения — 17 807 человек (на 1 января 2025 года).
| Численность населения:                                                                          |
| Графики недоступны из-за технических проблем. См. информацию на Фабрикаторе и на mediawiki.org. |

| Год         | 1897 | 1931  | 1959  | 1970   | 1979   | 1989   | 2006   | 2016   | 2018   | 2023   | 2024 | 2025    |
| ----------- | ---- | ----- | ----- | ------ | ------ | ------ | ------ | ------ | ------ | ------ | ---- | ------- |
| Численность | 5600 | ▲7544 | ▼7359 | ▲11928 | ▲15387 | ▲17019 | ▲18638 | ▲18921 | ▲19084 | ▼17707 |      | ▲17 807 |

В 2017 году в Глубоком родилось 215 и умер 191 человек. Коэффициент рождаемости — 11,3 на 1000 человек (средний показатель по району — 10,6, по Витебской области — 9,6, по Республике Беларусь — 10,8), коэффициент смертности — 10 на 1000 человек (средний показатель по району — 18, по Витебской области — 14,4, по Республике Беларусь — 12,6).

## Экономика
- «Глубокский мясокомбинат». В 2007 году отмечен премиями Правительства Республики Беларусь и Витебского облисполкома за качество продукции, указом главы государства за достижение наилучших результатов в выполнении основных целевых показателей прогноза социально-экономического развития занесен на Республиканскую доску Почета.
- ОАО «Глубокский молочноконсервный комбинат». Отмечен премией правительства Республики Беларусь за 2007 год в области качества[20].
- РУСПП «Глубокский комбикормовый завод».
- Филиал «Глубокский хлебозавод» РУПП «Витебскхлебпром».
- ГЛХУ «Глубокский опытный лесхоз» — экспорт элитных семян хвойных деревьев: ели и сосны.

## Здравоохранение
Здравоохранение представлено центральной районной больницей на 180 коек, поликлиника на 300 посещений в смену, врачебные амбулатории, фельдшерско-акушерские пункты.
Всего в здравоохранении района работает более 700 человек, из них 78 врачей и более 300 среднего медицинского персонала.

### Транспорт
Глубокое имеет хорошее транспортное сообщение с другими городами Беларуси. Через город проходят автодороги Р3 (Логойск — Глубокое — Браслав), Р45 (Полоцк — граница Литвы), Р110 (Глубокое — Поставы — Лынтупы). Осуществляется регулярное автобусное сообщение с Миорами, Браславом, Шарковщиной, Поставами, Полоцком, Витебском, Минском и Ригой.
Курсируют пассажирские поезда на Минск, Витебск и Поставы, пригородное сообщение с Крулевщизной, Поставами, Лынтупами.
В советское время в Глубоком работал аэродром с грунтовым покрытием, в котором совершали промежуточную посадку Ан-2, выполнявшие местные авиаперевозки в Витебской области. Так в 1963 году на Ан-2 выполнялся рейс Минск—Докшицы—Глубокое—Ушачи—Витебск. Аэродром располагался на северной окраине и был закрыт в середине 1980-х годов. В настоящее время о нём напоминает находящийся на том же месте VOR/DME-маяк.

## Образование
- Глубокская детская художественная школа имени Язепа Дроздовича
- Средняя школа № 1 имени П. О. Сухого
- Средняя школа № 2
- Районная гимназия
- Глубокский государственный колледж
- Районная школа искусств

## Культура
- Музеи 
  - Музей авиаконструктора П. О. Сухого в ГУО «Глубокская средняя школа № 1 имени П. О. Сухого»
  - Государственное учреждение культуры «Глубокский историко-этнографический музей»
- Центр культуры и народного творчества
- Дом ремёсел

Действует народный театр фольклора «Цярэшка».

## События и мероприятия

### События
- 27 мая 2019 года Глубокое принял эстафету огня II Европейских игр[21]

### Мероприятия
- 2012 год — XIX День белорусской письменности
- 2022 год — фестиваль-ярмарка «Дажынкi»[22]
- 23-24 июня 2023 года — спортивно-культурный фестиваль «Вытокі. Крок да Алімпу»[23]

### Фестивали
- Фестиваль «Дударскі рэй»
- Фестиваль «Вішнёвы фэст»[24][25][26][27]

## Достопримечательности
- Комплекс бывшего монастыря кармелитов (XVII–XVIII вв., середина XIX в.), пл.17 Сентября —  Историко-культурная ценность Республики Беларусь, шифр 212Г000365
  - Кафедральный собор в честь Рождества Пресвятой Богородицы (1639—1654). Главная святыня собора — икона Богородицы Достойно есть (подарок афонских  иноков)
  - Входная дверь и декоративная галерея по периметру церкви
  - Монастырь кармелитов (XVII—XIX вв.)
  - Ограждение с брамой
- Римско-католическая церковь Св. Троицы (1764—1782, 1902—1908), пл.17 Сентября —  Историко-культурная ценность Республики Беларусь, шифр 212Г000366
- Свято-Петро-Павловская церковь и Березвечский базилианский монастырь (1638), в настоящее время в монастыре расположена исправительная колония № 13 (особого режима).
- Жилое здание бывшего монастыря базильян (1756—1763), на берегу озера Великое —  Историко-культурная ценность Республики Беларусь, шифр 212Г000363
- Здания по улице Ленина (конец ХІХ — начало XX вв.), ул. Ленина , 5, 13, 38, 40 —  Историко-культурная ценность Республики Беларусь, шифр 213Г000367
- Здания по улице Московской (конец ХІХ — начало XX вв.), ул. Московская, 2, 3, 4 —  Историко-культурная ценность Республики Беларусь, шифр 213Г000369
- Здание (1931), ул. Энгельса, 24, ныне расположен Глубокский историко-этнографический музей —  Историко-культурная ценность Республики Беларусь, шифр 213Г000932
- Ильинская часовня (конец XVIII века), расположена на кладбище «Коптёвка» —  Историко-культурная ценность Республики Беларусь, шифр 213Г000364
- Усадьба Витгенштейнов (конец XIX — начало XX вв.), сохранились конюшня, хозпостройка — переделаны под школу
- Глубокская дуда (копия дуды размещается в Глубокском историко-этнографическом музее)
- Кладбище польских солдат (1920-е)
- Еврейское кладбище
- Братская могила (1944), ул. Ленина, парк Победы —  Историко-культурная ценность Республики Беларусь, шифр 213Д000368
- Мельница (1911)
- Могила Фердинанда и Вильгельмины фон Мюнхгаузен (1878) — расположена на кладбище «Коптёвка».

- Дендрологический сад Глубокского лесхоза — памятник природы республиканского значения
- Остров на озере Великое. На острове расположен освящённый крест
- В 2012 году в честь Дня белорусской письменности создана Аллея знаменитых земляков, где было установлено 8 бронзовых бюстов знаменитым белорусам: Юзеф Корсак, Элиэзер Бен-Йехуда, Язеп Дроздович, Игнатий Буйницкий, Алесь Дубрович, Пётр Козлов, Павел Сухой, Вацлав Ластовский и 2 мемориальные доски в бронзе: Леонтий Раковский, Клавдий Дуж-Душевский[28]. В 2014 году на Аллее установлен бюст Юрию Александровичу Соболевскому (1923-2002; учёный, основатель белорусской школы геотехники, один из разработчиков проекта строительства Минского метро).

### Исторические центры
Соединяются между собой улицей Ленина, бывшей Замковой.
- Площадь 17 Сентября — бывшая Кафедральная площадь, бывшие владения полоцких бояр Корсаков
  - На территории в XX в. имелись православная церковь, католический костёл, еврейская синагога и молитвенный дом баптистов, а также татарская мечеть.
  - Рядом с костёлом жил и работал польский писатель Тадеуш Доленга-Мостович (автор романа «Знахарь», по которому снят одноимённый фильм).
  - Здесь рисовал свои картины Я. Дроздович, ставил спектакли родоначальник белорусского театра И. Буйницкий.
  - В 1895 году в учительском доме при церковной школе родился авиаконструктор Павел Осипович Сухой.
- Центральная площадь (Базарная) — владения Зеновичей, позднее Радзивиллов.
  - Современный административный и экономический центр города. До неё была Базарная площадь, сформировавшаяся в XV веке при дворе магнатов Зеновичей. Она сохранила в общих чертах планировку XV—XVI вв.

### Памятники, скульптура
- Памятник В. И. Ленину.
- Мемориальная колонна в честь Конституции Речи Посполитой 3 мая 1791 года (1791), расположена на кладбище «Коптёвка» —   Историко-культурная ценность Республики Беларусь, шифр 213Г000370
- 8 памятников в городе и его окрестностях: посвящены Великой Отечественной войне. Крупнейший — Мемориальный комплекс «Борок» (1964), посвящён памяти 27 тыс. советских и итальянских военнопленных — жертв фашистского концлагеря в Березвечье.
- Памятник воинам-интернационалистам.
- Памятник Ф. Дзержинскому.
- Мемориальная доска Тадеушу Доленга-Мостовичу.
- Памятный знак учёному Ю. А. Соболевскому (2011), установлен на одноимённой улице.
- Самолёт-памятник авиаконструктору П. О. Сухому.
- 3 мемориальных самолёта – Су-17М, Су-24М и Су-27.
- Памятный знак на месте, где когда-то размещался синагогальный комплекс еврейской общины (2020), ул. Московская. Представляет собой символический камень с изображением на граните синагоги, которую утратила Глубоччина, и соответствующей надписью.

### Жанровая скульптура, арт-объекты
- Памятный знак «Посвящение книге».
- Памятник барону Мюнхгаузену. Установлен к 600-летию города (2014).
- Монументально-декоративная скульптура «Иисус Христос и самарянка» (2014).
- Бронзовая монументально-декоративная скульптура «Дед глыбачанин» (2015), на берегу озера Кагальное.

### Утраченное наследие
- Глубокский замок

## Галерея
- Дома в центре города
- Кафедральный собор в честь Рождества Пресвятой Богородицы
- Монастырь кармелитов
- Римско-католическая церковь Св. Троицы
- Ильинская часовня на кладбище
- Аллея знаменитых земляков
- Глубокский дендрологический сад
- Мемориальная колонна в честь Конституции Речи Посполитой 3 мая 1791 года
- Еврейское кладбище
- Мемориальный комплекс "Борок"
- Экспонаты военной техники
- Памятник воинам-интернационалистам
- Самолёт-памятник
- Скульптура "Дед глыбачанин"
- Памятник барону Мюнхгаузену
- Канал, соединяющий озёра Великое и Кагальное

## В филателии и нумизматике
- 21 августа 2012 года Министерство связи и информатизации Республики Беларусь выпустило в обращение почтовую марку «Герб Глубокого» из серии «Гербы городов Беларуси»[29].
- 27 августа 2012 года Министерство связи и информатизации Республики Беларусь выпустило в обращение художественный конверт с оригинальной маркой «День белорусской письменности в Глубоком»[30].

## СМИ
- Газета «Веснік Глыбоччыны»[31]

## Международное сотрудничество
Города-побратимы:
- Виляны, Латвия
- Кирьят-Бялик, Израиль
- Уварово, Россия